# Džulukul
Džulukul (rusky Джулукуль, Джулу-Коль nebo Джулю-Коль), je jezero v Republice Altaj v Rusku. Leží v propadlině u úpatí hřbetu Šapšal v nadmořské výšce 2199 m. Je morénového, ledovcového původu. Má rozlohu 29,5 km². Je 10 km dlouhé a 3 km široké. Maximální hloubky dosahuje asi 7 m.

## Vodní režim
Přes jezero protéká řeka Čulyšman, jejíž pramen je 5 km severozápadně od jezera.

## Fauna
Jezero je bohaté na ryby.